# مجلس الشيوخ

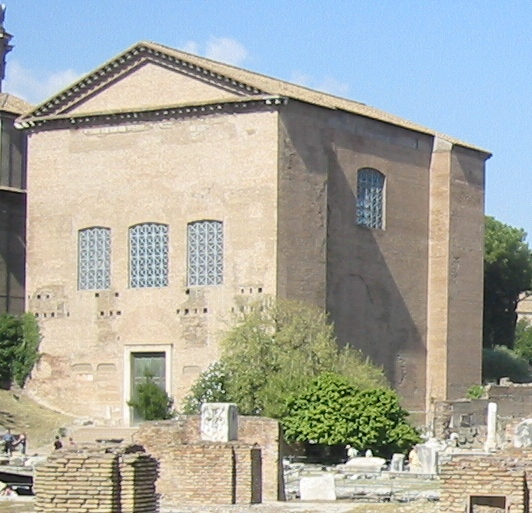
مجلس الشيوخ الروماني، بروما

مجلس الشيوخ هو هيئة سياسية من هيئات السلطة التشريعية، وغالبا ما يكون مجلس الأعيان أو المجلس التشريعي. يذكر أن أول مجلس شيوخ في العالم هو مجلس الشيوخ الروماني.